# Dahlen (Gräben)
Dahlen ist ein Gemeindeteil der Gemeinde Gräben im Landkreis Potsdam-Mittelmark in Brandenburg.

## Geographische Lage
Dahlen liegt südlich des Gemeindezentrums. Nordwestlich liegt das Waldgebiet Werbiger Heide. Es folgen im Uhrzeigersinn der namensgebende Ortsteil Werbig (zu Bad Belzig), gefolgt von Benken (Ortsteil von Wiesenburg/Mark) sowie die Gemeinde Görzke. Der Großteil der Gemarkung ist bewaldet; lediglich im Südwesten existieren einige Flächen, die landwirtschaftlich genutzt werden. Entlang der nordöstlichen Grenze fließt das Verlorenwasser, ein Nebenfluss der Buckau.

## Geschichte
Dahlen wurde erstmals in einem Lehnsregister des Kurfürsten Joachim I. im Jahr 1515 erwähnt. Der Ort wurde darin als wüst bezeichnet: „Friderich Schirstet, zu Görtz, wohnhaft, hat mit Verwilligung von Fridrich Brant ein wuste Dorffstet gekaufft, Dalum genannt, die von genanten Brant verlassen, unnd ist Friedeerichen Schirstet und seinem menlichen Leibs lehen erben als manlehen verliehen“. Friedrich von Schierstedt, der die Wüstung von Friedrich von Brant erwarb, ließ vermutlich zunächst ein Vorwerk errichten und mit 2000 Morgen Land ausstatten. Er bewirtschaftete dies jedoch nicht selbst, sondern verpachtete das Anwesen. Dies änderte sich vermutlich in der zweiten Hälfte des 17. Jahrhunderts, als die Familie von Schierstaedt die Dorfkirche errichten ließ. Bereits mit Hans Friedrich von Schierstädt als Herrn auf Görzke I und Dahlen stabilisierten sich die gutsherrlichen Verhältnisse.
Ab 1837 übte sie mit Hermann und Fatime von Schierstädt ihr Wohnrecht in Dahlen selbst aus und zog in das Dorf. In den Jahren 1846 bis 1855 entstand mit ihrer Initiative ein Herrenhaus mit einem neun Hektar großen englischen Landschaftsgarten. Bis in die zweite Hälfte des 19. Jahrhunderts wurde dieser stetig erweitert. Der Architekt des Gutshauses ist zwar nicht bekannt, soll aber ein Schüler Karl Friedrich Schinkels gewesen sein. Die Ausführung übernahm der Maurermeister Lunitz aus Brandenburg an der Havel.
Im April 1882 war Theodor Fontane Gast von Hermann sen. von Schierstädt im Dahlener Gutshaus. Im Mai des gleichen Jahres stiftet der Gutsbesitzer einen Familienfideikommiss zur Regelung und Festigung der weiteren Erbfolge. Die Gutsnachfolge übernimmt der spätere Major Hermann jun. von Schierstädt (1835–1908), verheiratet mit Alice von Winterfeld-Felchow (1844–1905), sie besaß Gut Groß Machnow im Kreis Teltow. Dort lebte bereits der älteste Sohn Meinhard von Schierstädt, unvermählt bis zu seinem Tod 1904. Der Premierleutnant begann seine Laufbahn auf der Ritterakademie am Dom zu Brandenburg.  Für Gut Dahlen weist 1922 das Güter-Adressbuch der Provinz Sachsen die Daten des Rittergutes aus. Mit dem Forstrevier Nonnenheide war der Umfang etwa 1074 ha. Am 30. September 1928 wurde der Gutsbezirk Dahlen als faktisch eigenständiger Ort aufgelöst und Teil der Gemeinde Gräben. An den privatrechtlichen gutsherrlichen Besitzverhältnissen änderte dies nichts. Die Acker- und Waldflächen des Rittergutes der Familie von Schierstädt wurden 1945 dann entschädigungslos enteignet und im Zuge der Bodenreform in Deutschland an Neubauern verteilt.
Das ebenfalls enteignete Gutshaus mit Park wird seit 1952 als Altenheim genutzt. Nachdem der Park in den 1950er-Jahren als Gartendenkmal geschützt wurde, legten Landschaftsgärtner einen dendrologisch-historischen Rundweg durch die Anlage an. 1979 entstand am Schloss ein Anbau. Dessen Nebengebäude und Stallungen dienen seit 2000 als Wohnungen für das angrenzende Altenheim.

## Kultur und Sehenswürdigkeiten

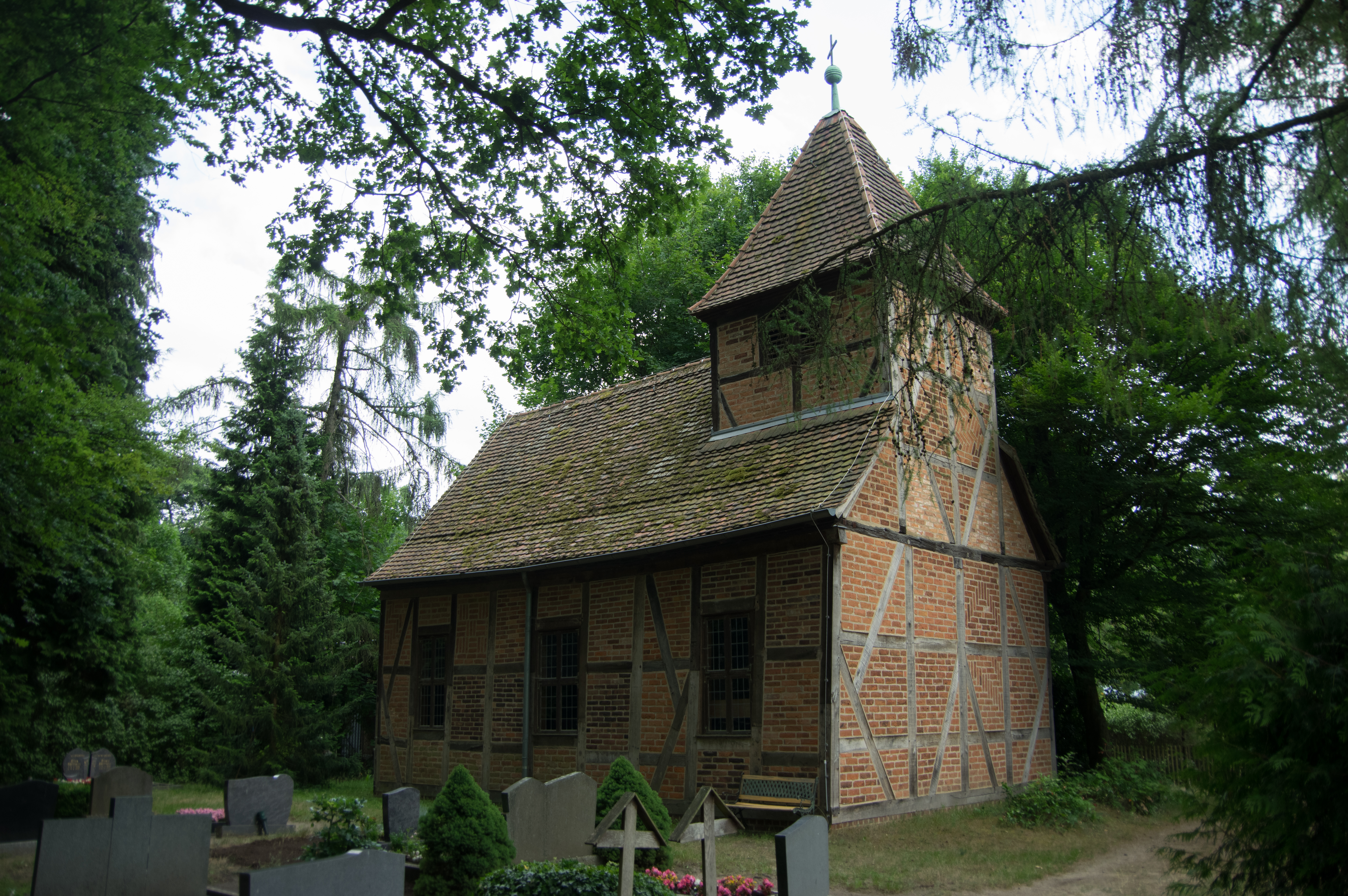
Dorfkirche Dahlen

- Die Dorfkirche Dahlen entstand vermutlich in der zweiten Hälfte des 17. Jahrhunderts. Im Innern steht unter anderem ein hölzerner Altaraufsatz aus der ersten Hälfte des 18. Jahrhunderts sowie ein Taufengel aus dem Jahr 1719, der im Dehio-Handbuch als von „besonderer Qualität“ bezeichnet wird.
- Herrenhaus und Gutspark der Familie von Schierstedt stammen aus den Jahren 1846/1855. 1999 gründete sich ein Förderverein, der gemeinsam mit der Naturparkverwaltung den rund neun Hektar großen Park mit 34 Baumarten barrierefrei umgestalten ließ. Hinter der Gärtnerei sorgen Skudden für eine naturnahe Bewirtschaftung einer Streuobstwiese.
- Außerhalb des Gutsparks – ursprünglich in einer Sichtachse zum Herrenhaus –  findet sich das Erbbegräbnis der Schierstaedt. Dort sind Hermann und Fatime von Schierstaedt geborne von Zychlinska und weitere Schierstaedtsche Familienangehörige sowie Verwandte aus den Adelsgeschlechtern Krosigk, Maltzahn, Rauch, Rochow und Stegmann und Stein bestattet.
- Zur Zeit der DDR lag in der Nähe der Mittelpunkt des Landes. 52° 12′ N, 12° 31′ O. Die Berechnungen der Technischen Universität Dresden wurden in der Fernsehsendung Außenseiter-Spitzenreiter publik gemacht. Seit 1974 erinnert eine Tafel an den Ort.

## Persönlichkeiten
- Hermann von Schierstaedt (1809–1886), Fideikommissherr auf Dahlen, 1846 Bauherr bzw. Errichter von Herrenhaus und Parkanlage
- Egmont von Rauch (1829–1875), preußischer Oberst und Kommandeur des Husaren-Regiments „von Zieten“ (Brandenburgisches) Nr. 3 in Rathenow,  Gründer des Sächsisch-Thüringischen Reit- und Pferdezuchtvereins und der Galopprennen in Halle (Saale)
- Wolfgang von Schierstädt (1870–1933), Gutsbesitzer auf Dahlen, Görzke I mit Börnicke, Mahlenzien, Rotehaus mit Anteil Gräben, Nonnenheide und Dangelsdorf; Miterbe des Gutes Groß Machnow[10]
- Hermann von Schierstädt-Dahlen (1913–1945), Zögling[11] der RA Brandenburg, ermordet[12] im KZ Sachsenhausen

## Wirtschaft und Infrastruktur

### Wirtschaft
Der größte Arbeitgeber ist das Altenheim im ehemaligen Herrenhaus. Daneben existiert im Ort ein Café.

### Verkehr
Von Norden kommend führt die Landstraße 94 in südwestlicher Richtung durch den Ort. Im Dorfzentrum zweigt die Dorfstraße nach Osten hin ab. Die Buslinien 593 und 596 verbinden den Gemeindeteil mit Bad Belzig, Wollin und Görzke.